# Raydio
Raydio was een Amerikaanse band, geformeerd in 1977.

## Bezetting
- Vincent Bonham[3]
- Arnell Carmichael[4]
- Jerry Knight[5] (basgitaar, ritmegitaar, synthesizer, keyboards)
- Ray Parker jr.
- Charles Fearing[6] (gitaar)
- Darren Carmichael[7]
- Larry Tolbert[8] (drums, percussie)
- Ollie Brown[9] (drums, percussie)

Vincent Bonham overleed in maart 2024.

## Geschiedenis

### De jaren 70; Raydio
Nadat ze een platencontract hadden afgesloten, had de band begin 1978 hun eerste grote hit en  Alarmschijf met Jack and Jill, afkomstig van hun naamloze debuutalbum Raydio voor Arista Records. Het nummer piekte op #8 in de Amerikaanse Billboard Hot 100 en bereikte #11 in de Britse singlehitlijst en verdiende daarbij een gouden plaat. Is This a Love Thing piekte op nummer 27 in het Verenigd Koninkrijk in augustus 1978. Hun volgende succesvolle hit You Can't Change That werd uitgebracht in 1979 en was afkomstig van hun album Rock On. De single bereikte dat jaar de negende plaats in de Billboard-hitlijst. In september 1979 namen ze deel aan een anti-kernwapen concert in Madison Square Garden. Hun uitvoering van You Can't Change That tijdens deze show verschijnt op het album No Nukes.

### De jaren 1980 en Ray Parker jr. and Raydio
Tegen het einde van 1980, toen Jerry Knight was vertrokken om een solocarrière na te streven, was de groep bekend geworden als Ray Parker jr. and Raydio en brachten ze de twee albums Two Places at the Same Time (1980) en A Woman Needs Love (1981) uit. Deze waren aanleiding tot nog eens twee Top 40 singlehits (Two Places at the Same Time (#30 in 1980) en That Old Song (#21 in 1981). Hun laatste en grootste hit A Woman Needs Love (Just Like You Do) werd ook uitgebracht in 1981 en piekte op #4 in de Billboard Hot 100.
Nadat ze hadden erkend dat de band op een kruispunt was beland en dat Parker solo wilde gaan, gingen ze stilletjes uit elkaar in 1981.

### Solo carrières
- Parker begon toen zijn solocarrière en scoorde zes Top 40-hits in de jaren 1980, waaronder The Other Woman (pop #4) en Ghostbusters. Het laatste nummer was het titelnummer van de kaskraker Ghostbusters. De single bleef in 1984 drie weken op #1 in de Billboard Hot 100.

- Knight had een redelijk succesvolle eigen solocarrière en vormde later Ollie & Jerry[11] met Ollie E. Brown[9] (die sessiedrummer was geweest op alle albums van Raydio) in het midden van de jaren 1980. Hun twee grootste hits kwamen ook van soundtracks: Breakin'... There's No Stopping Us was het thema van de film Breakin' en bereikte #9 in de Hot 100 en #1 in de Hot Dance Club Play-hitlijst. Hun tweede single Electric Boogaloo (uit de film Breakin' 2: Electric Boogaloo), kwam niet in de Hot 100, maar klom naar #43 in de dancehitlijst.

- In 2014 hebben de oorspronkelijke leden Arnell Carmichael en Vincent Bonham Raydio nieuw leven ingeblazen door de twee nieuwe leden James Carmichael, voorheen van de Arista Records-band Q.T. Hush[12] en de opkomende jonge zanger Giovanni Rogers te rekruteren. Ze toerden met de Average White Band, War, Switch, DeBarge en verschillende andere grote tournees.

## Nederlandse hitlijsten
Singles
| Titel                                   | Jaar | HP    | AW    | Hitlijst                               |
| --------------------------------------- | ---- | ----- | ----- | -------------------------------------- |
| Jack and Jill                           | 1978 | 24 20 | 03 05 | Nationale Hitparade Nederlandse Top 40 |
| You Can't Change That                   | 1979 | 12 07 | 10 08 | Nationale Hitparade Nederlandse Top 40 |
| A Woman Needs Love (met Ray Parker jr.) | 1981 | 09 07 | 08 08 | Nationale Hitparade Nederlandse Top 40 |